# Cucurrucucú paloma
Cucurrucucú paloma je píseň mexického hudebníka a textaře Tomáse Méndeze. Byla složena v roce 1954 a v krátké době se dostala do repertoáru proslulých zpěváků a skupin na celém světě. V Československu se proslavila jako nejpopulárnější píseň skupiny Kučerovci, později se zde výrazně připomněla jako hudební pozadí komedie Muž z Acapulca.  
Námětem je ztráta milovaného člověka a bolest s tím spojená. 

## Emoční rozsah
Text písně v první sloce popisuje příběh muže, který se upil z nešťastné lásky. Ve druhé sloce jeho duše v podobě smuteční hrdličky zpívá u prázdného domu nešťastníka a stále čeká na návrat své lásky. V závěru je připomenuta nutnost netrápit se navěky, ale jít životem dál. Třebaže text obsahuje motiv žalu a smrti, obsahuje i výzvu k pokračování života. Stejně tak i hudba obsahuje typické optimistické prvky mexické hudby s oslavnými trubkami, stejně jako pasáže s tichými akordy kytary a žalostnými vokálními rubaty. Dominantní melancholický obsah působí, stejně jako alkohol, podle konkrétní nálady posluchače v pesimistické či optimistické podobě. Se širokým emočním záběrem se píseň setkala hned v začátcích své popularity. Poprvé se při filmovém plátně ozvala v roce 1955 při premiéře filmu Escuela de vagabundos , který se stal nejúspěšnější mexickou komedií. Představitelka hlavní ženské role, mexická herečka českého původu Miroslava Šternová, spáchala měsíc po premiéře sebevraždu z nešťastné lásky.

## Popularita

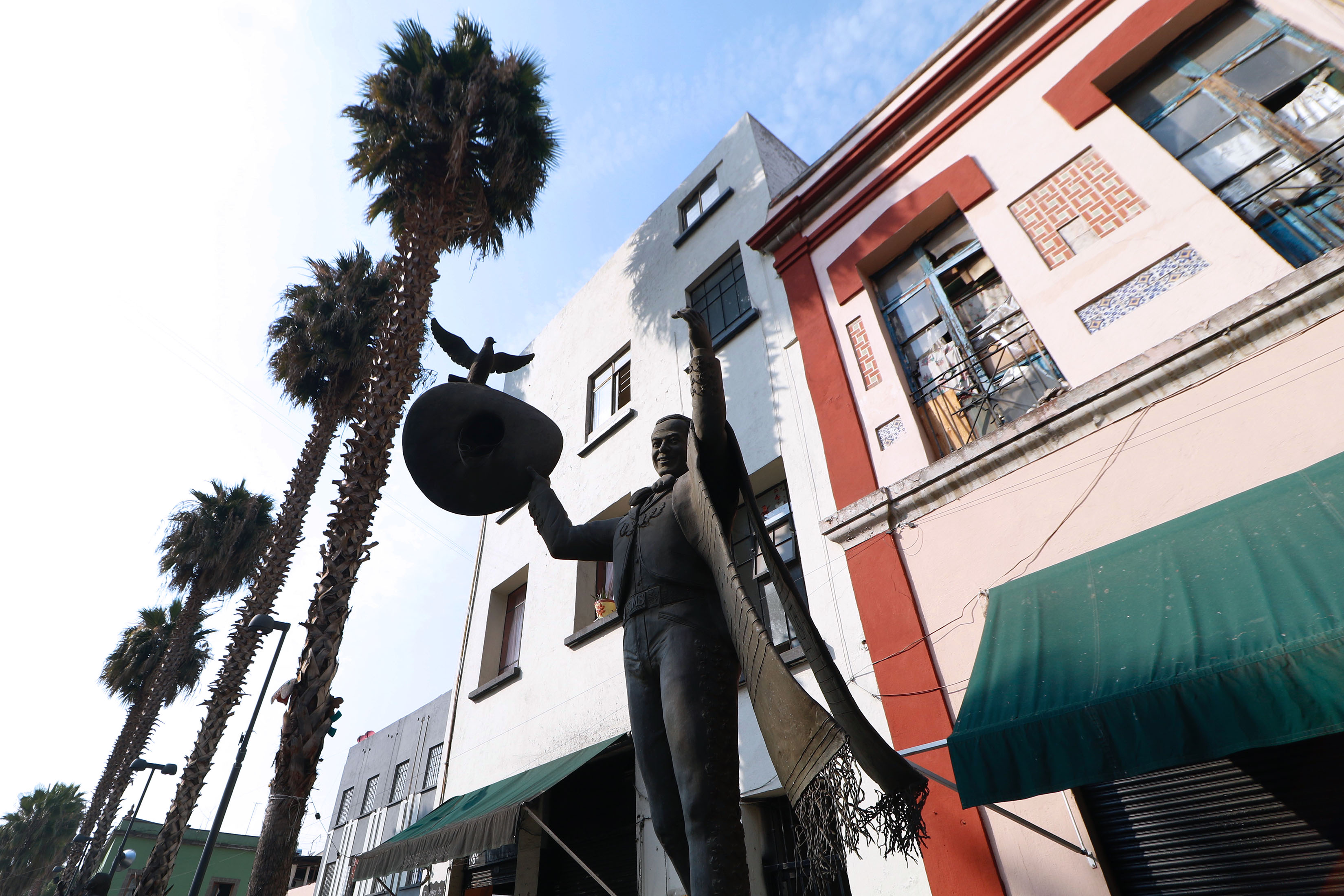
Pomník Tomáse Méndeze v Mexico City

Na gramofonové desce vyšla poprvé v roce 1956 v podání Harryho Belafonte. V roce 1958 jí vydal Supraphon v podání Kučerovců a získala si okamžitě trvalou přízeň posluchačů. Mezi významné interprety patří Julio Inglesias, Rocío Dúrcal, Perry Como, Lila Downs, Rosemary Clooney, Natalia Lafourcade, Franco Battiato, Nana Mouskouri, Caetano Veloso, Joan Baez. Ve vyprodané La Scale předvedl dílo s vlastním kytarovým doprovodem Juan Diego Flórez.
V roce 1965 píseň dala jméno mexickému filmu Cucurrucucú Paloma. V komedii Muž z Acapulca z roku 1973 píseň doprovází hrdinské i trapné kousky agenta Boba Saint-Clara v podání Jeana Paula Belmonda. Dalšími filmy s podbarvením písní Cucurrucucú jsou Poslední západ slunce (1961), Šťastni spolu (1997), Mluv s ní (2002), My Son, My Son, What Have Ye Done (2009), Zásnuby na dobu neurčitou (2012) a oscarový Moonlight (2016).

## Text
| Dicen que por las noches, no más se le iba en puro llorar; dicen que no comía, no más se le iba en puro tomar. Juran que el mismo cielo se estremecía al oír su llanto; cómo sufrió por ella, que hasta en su muerte la fue llamando. | Říká se, že v noci jenom plakal; říká se, že nejedl, jen že stále pil. Přísahají všichni, že samotné nebe se zachvělo, když uslyšelo jeho pláč; jak pro ni trpěl, že i ve smrti ji volal. |
| Ay, ay, ay, ay, ay,… cantaba, Ay, ay, ay, ay. Ay,… gemía, Ay, ay, ay, ay, ay,… cantaba, de pasión mortal moría. | Ay, ay, ay, ay, ay,… zpívá, Ay, ay, ay, ay. Ay,… sténá, Ay, ay, ay, ay, ay,… zpívá, pro smrtelnou vášeň umírá.                                                                            |
| Que una paloma triste muy de mañana le va a cantar, a la casita sola, con sus puertitas de par en par. Juran que esa paloma no es otra cosa más que su alma, que todavía la espera a que regrese la desdichada.                       | Že smuteční holubice mu brzy ráno zazpívá u malého domku s dvířky dokořán. A všichni přísahají, že ta holubice je jeho duše, která stále čeká na návrat nešťastnice.                      |
| Cu cu rru cu cu… paloma, Cu cu rru cu cu… no llores. Las piedras jamás, paloma, ¿ Que van a saber de amores? | Cu cu rru cu cu… holoubku, Cu cu rru cu cu… neplač. Kameny nikdy, holoubku, nic nevědí o lásce!                                                                                           |
| Cu cu rru cu cu… cu cu rru cu cu… Cu cu rru cu cu… paloma ...... ...... ya no llores. | Cu cu rru cu cu… cu cu rru cu cu… Cu cu rru cu cu… holoubku ....... ........... už nikdy neplač.                                                                                          |

## Variabilita provedení
Základní instrumentace Méndezova originálu se opírá o tradici mexické lidové hudby (kytary, trubky, smyčce). Tradičnímu stylu zcela odpovídá první provedení Kučerovců s trubkou Václava Kučery, kytarou Josefa Landy a zpěvem Marty Kučerové. V pozdějších verzích se objevuje i doprovod symfonický (Caetano Veloso) či sólový kytarový (Juan Diego Flórez, Natalia Lafourcade), objevuje se i harfa (pozdější verze Kučerovců). Odchylky od původního textu jsou minimální, a to především v refrénech (Marta Kučerová). Mimořádné textové variability dosahují žalná citoslovce, neomezené fantazii je přístupná rytmizace ptačího zpěvu. 

## Přírodní motiv
Paloma triste - smuteční holubice, která se vyskytuje ve druhé sloce, prozrazuje jako spoluautora písně jednoznačně hrdličku karolínskou (Zenaida macroura ). Tento pták patří mezi nejpočetnější ptačí druhy v Severní Americe. Ke hnízdění stejně jako naše hrdlička zahradní využívá městské parky a hojně hřbitovy. Rusky se druh označuje jako plačící hrdlička, němčina používá výraz Trauertaube, angličtina Coo coo dove. O inspiraci tímto druhem nemůže být pochyb. Vzhledem k hojnému výskytu se při vzájemném překřikování samců skutečně na mexických hřbitovech rozeznívá překotné společné kukurukuků. Zpěv samotného jedince je tří slokový, po první sloce čtyřslabikové následují dvě pětislabikové, stejně jako u našeho holuba hřivnáče. Naprosto stejné jako u hřivnáče jsou i výšky a rytmizace slabik. Oproti písni je přírodní zdroj pomalejší, ale díky dramatickým rubatům se jim lidští interpreti přibližují v samotném závěru písně. Pozornost přírodnímu vzoru věnuje především Natalia Lafourcade.

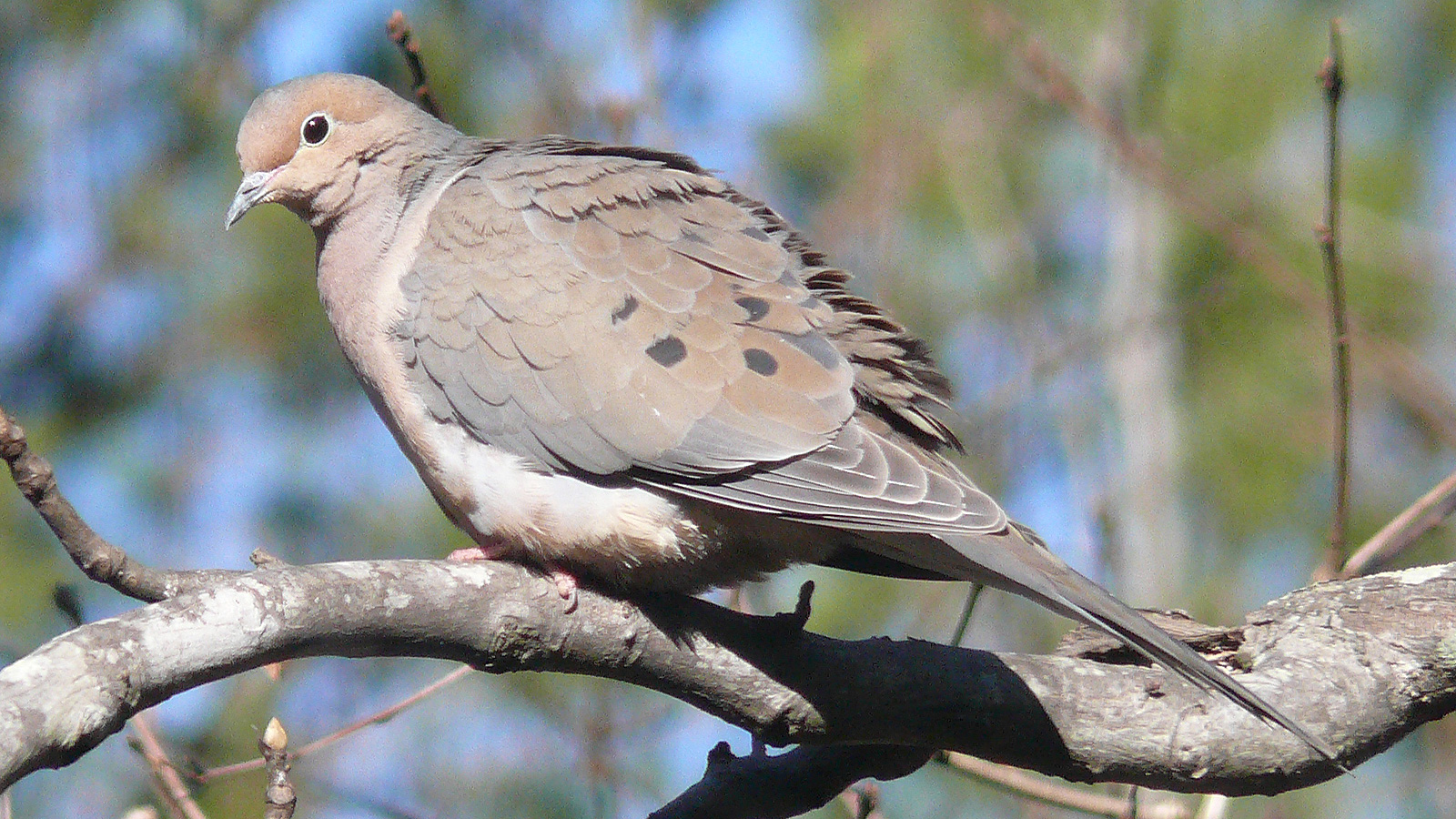
Hrdlička karolínská